# Podilske, Letîciv
Podilske (în ucraineană Подільське) este un sat în comuna Rudnea din raionul Letîciv, regiunea Hmelnîțkîi, Ucraina.

## Demografie
Componența lingvistică a localității Podilske
     Ucraineană (97,82%)
     Rusă (2,18%)
Conform recensământului din 2001, majoritatea populației localității Podilske era vorbitoare de ucraineană (97,82%), existând în minoritate și vorbitori de rusă (2,18%).